# Азиатские игры по боевым искусствам и состязаниям в помещениях 2017
V Азиатские игры по боевым искусствам и состязаниям в помещениях (туркм. Ýapyk binalarda we söweş sungaty boýunça V Aziýa oýunlary) прошли в городе Ашхабад (Туркменистан) в 2017 году. Ашхабад был выбран в Кувейте 19 декабря 2010 года. Ашхабад первым в Среднеазиатском регионе получил право на проведение Азиатских игр в закрытых помещениях.

## Заявка
19 декабря 2010 года Ашхабад получил право на проведение игр, данное решение было объявлено в столице Кувейта, был подписан двусторонний документ между Олимпийским Советом Азии и НОК Туркменистана. 6 июля 2013 года флаг Олимпийского Совета Азии был официально передан от города Ичхона хякиму города Ашхабада.

## Финансирование и организация
В январе 2013 года Президент Туркменистана Гурбангулы Бердымухамедов подписал Постановление о создании Организационного комитета V Азиатских игр в закрытых помещениях и по боевым искусствам 2017 года. 18 декабря 2013 года состоялось заседание Организационного комитета V Азиатских Игр в закрытых помещениях и по боевым искусствам. На этом заседании с целью проведения Игр на самом высоком организационном уровне, принято решение о создании Исполнительного комитета по подготовке V Азиатских Игр.

### Спортивные объекты
Одним из уникальных объектов, который, не имея аналогов в Среднеазиатском регионе, стал местом проведения Азиатских игр в закрытых помещениях, является Олимпийский городок, в него вошли более 30 объектов различного назначения, в том числе Паралимпийский комплекс и реабилитационный медицинский центр. Инициатором строительства является Президент Туркменистана Гурбангулы Бердымухамедов. 5 ноября 2010 года глава государства принял участие в церемонии закладки Олимпийского городка. Общая стоимость Олимпийского городка — 5 миллиардов долларов США.. Строительство объектов 1-й очереди было завершено в апреле 2014 года, строительные работы в рамках 2-й очереди завершены в декабре 2015 года. По состоянию на март-февраль 2016 года были выполнены 75 % работ 3-й очереди строительства.

### Эстафета огня
Эстафета огня прошла по всем регионам Туркменистана. Общая дистанция эстафеты Огня по территории Туркменистана — 4573 км.5 мая 2016 года за 500 дней до начала Азиатских игр в 17:00, рядом с памятниками Нисы был дан старт конному пробегу. На газовом месторождении «Галкыныш» состоялась церемония зажжения факела. Затем конная группа направилась в сторону Ашхабада до Олимпийского стадиона, где прошла торжественная церемония зажжения огня Азиатских игр.

### Слоган
Девиз Азиатских игр — «Sagdynlyk. Ruhubelentlik. Dostluk.» («Здоровье. Воодушевление. Дружба»). Девиз предложен преподавателем кафедры языков Туркменского государственного архитектурно-строительного института Кумуш Аллабаевой. Автор идеи отталкивался от девиза «Туркменистан — страна здоровья и высокого духа», под которым в Туркменистане ежегодно проходит Общенациональная спартакиада. На английском языке слоган звучит следующим образом: «Health. Inspiration. Friendship».

## Виды спорта
В программу вошли состязания по 22 видам спорта. Соревнования прошли по шахматам, футзалу, теннису, муай таю (тайский бокс), самбо, курашу, джиу-джитсу, боулингу, велогонкам на треке, плаванию в 50-метровом бассейне, легкой атлетике, тяжелой атлетике (пауэрлифтинг), баскетболу, тхэквондо (WTF), спортивным танцам, кикбоксингу, конкуру, борьбе на поясах, спортивной борьбе (греко-римская и вольная), киберспорту, бильярду и туркменской национальной борьбе.

## Страны-участницы
В играх приняли участие Национальные Олимпийские комитеты из 62 стран (Олимпийский совет Азии и Национальные олимпийские комитеты Океании).

## События

### Церемония открытия
Francisco Negrin (креативный консультант Balich Worldwide Shows) задумал и спродюсировал церемонию открытия AIMAG 2017 в Ашхабаде. Церемония открытия игр состоялась в воскресенье, 17 сентября 2017 года, на недавно построенном Олимпийском стадионе имени Сапармурата Туркменбаши.

### Церемония закрытия
Церемония закрытия игр состоялась 27 сентября на Олимпийском стадионе «Сапармурат Туркменбаши». Были живые выступления от международных певцов, таких как Нюша (Россия), Элисса (Ливан), Джон Ньюман (Великобритания) и многие другие местные музыкальные исполнители.